# Le Survivant des monts lointains
Pour plus de détails, voir Fiche technique et Distribution.

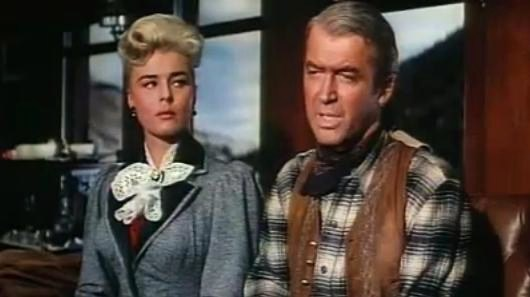
Elaine Stewart et James Stewart.

Le Survivant des monts lointains (Night Passage) est un western américain réalisé par James Neilson, sorti en 1957.

## Synopsis
Grant McLaine gagne sa vie en jouant de l'accordéon depuis qu'il a été renvoyé par la compagnie de chemin de fer. Mais la société a besoin de lui à nouveau lorsque les convois transportant la paie des travailleurs en bout de voie sont systématiquement attaqués par des bandits se réfugiant dans les montagnes de la région. Malgré son différend passé avec la compagnie, Grant accepte la mission de transporter lui-même le prochain salaire des ouvriers. Il est rejoint par Joey, un jeune garçon errant dans la région.

## Fiche technique
- Titre original : Night Passage
- Titre français : Le Survivant des monts lointains
- Réalisation : James Neilson
- Scénario : Borden Chase et Norman A. Fox
- Direction artistique : Robert Clatworthy et Alexander Golitzen
- Décors : Oliver Emert et Russell A. Gausman
- Costumes : Bill Thomas
- Photographie : William H. Daniels
- Montage : Sherman Todd
- Musique : Dimitri Tiomkin
- Production : Aaron Rosenberg
- Société de production et de distribution : Universal Pictures
- Langue : Anglais
- Pays de production : États-Unis
- Format : Couleur (Technicolor) - 2.35:1 - 35 mm - Mono
- Genre : western
- Durée : 90 minutes
- Date de sortie : États-Unis : 24 juillet 1957
- Affiche : Guy-Gérard Noël (France)

## Distribution
- James Stewart (VF : Roger Tréville / Rd : Éric Legrand) : Grant McLaine
- Audie Murphy (VF : Jacques Thébault) : Utica Kid
- Dan Duryea (VF : Pierre-Louis) : Whitey Harbin
- Dianne Foster (VF : Joëlle Janin) : Charlotte Drew
- Elaine Stewart (VF : Nicole Riche) : Verna Kimball
- Brandon De Wilde : Joey Adams
- Jay C. Flippen (VF : Pierre Morin) : Ben Kimball
- Herbert Anderson (VF : Gérard Férat) : Will Renner
- Robert J. Wilke (VF : Claude Bertrand) : Concho
- Hugh Beaumont (VF : Jacques Beauchey) : Jeff Kurth
- Jack Elam (VF : Jean Violette) : Shotgun
- Tommy Cook : Howdy Sladen
- Paul Fix (VF : Paul Villé) : Monsieur Feeney
- Olive Carey (VF : Jackie Rollin) : Miss Vittles
- James Flavin (VF : Raymond Rognoni) : Tim Riley
- Donald Curtis (VF : Jean Murat) : Jubilee
- Ellen Corby (VF : Marie Francey) : Madame Feeney
- John Daheim (VF : Jean Daurand) : Latigo
- Kenny Williams (VF : Yvon Cazeneuve) : O'Brien
- Frank Chase : Trinidad
- Harold Goodwin (VF : Robert Le Béal) : Pick Gannon
- Harold Tommy Hart (VF : Jean Clarieux) : Shannon
- Jack C. Williams : Dusty
- Boyd Stockman : Torgenson
- Henry Wills : Pacho
- Chuck Roberson (VF : Jacques Deschamps) : Roan
- Willard Willingham : Click
- Polly Burson : Rosa
- Patsy Novak : Linda
- Ted Mapes : Leary

Cascades
Jack N. Young

## Production
Après la sortie de L'Homme de la plaine d'Anthony Mann en 1955, James Stewart est classé dans le top dix des acteurs hollywoodiens. Aaron Rosenberg propose à Mann de réaliser le film. Mais ce dernier décline la proposition, trouvant l'histoire incohérente. Dans une interview pour les Cahiers du cinéma, Mann note que Stewart lui en « a toujours gardé rancune », car le film fut un échec.